# Indoramin
Indoramin (baratol) je piperidinski antiadrenergički agens.
On je selektivni antagonist alFa-1 adrenoceptora sa direktnom miokardijalnim depresivnim dejstvom; te stoga ne proizvodi refleks tahikardije.
Indoramin se često sintetiše počevši od triptofola.

## Spoljašnje veze
|  | Molimo Vas, obratite pažnju na važno upozorenje u vezi sa temama iz oblasti medicine (zdravlja). |